# Megachile doddiana
Megachile doddiana är en biart som beskrevs av Cockerell 1906. Megachile doddiana ingår i släktet tapetserarbin, och familjen buksamlarbin. Inga underarter finns listade i Catalogue of Life.